# Salvia verapazana
Salvia verapazana là một loài thực vật có hoa trong họ Hoa môi. Loài này được B.L.Turner miêu tả khoa học đầu tiên năm 1996 publ. 1997.